# Live Johnny Winter And
Live Johnny Winter And ist das erste Livealbum des amerikanischen Bluesrock-Musikers Johnny Winter.

## Hintergrund
Das Album enthält Konzertmitschnitte, die im Herbst 1970 im Fillmore East (New York City) und in Pirate's World (Dania Beach, Florida) aufgenommen wurden. Neben Johnny Winter gehörten Rick Derringer (Gitarre, Gesang) und Randy Jo Hobbs (Bass), beide ehemalige Mitglieder der Rockgruppe The McCoys, sowie Bobby Caldwell (Schlagzeug) zur Liveband.
Die Titelauswahl enthält vier Interpretationen von Rock-’n’-Roll-Klassikern der Musiker Jerry Lee Lewis, Little Richard und Chuck Berry, zwei Bluestitel von John Lee Williamson und B. B. King, die Rolling-Stones-Nummer Jumpin’ Jack Flash sowie die Eigenkomposition Mean Town Blues von Johnny Winter.
Das Album wurde im März 1971 von Columbia Records veröffentlicht und erreichte Platz 40 in den Billboard 200 Album-Charts, Platz 20 in den britischen Album-Charts sowie Platz 48 in den kanadischen RPM 100 Album-Charts und wurde mit einer goldenen Schallplatte von der RIAA ausgezeichnet. Das Album gehört damit zu den kommerziell erfolgreichsten Platten von Johnny Winter. Die im selben Jahr veröffentlichte Singleauskopplung Jumpin' Jack Flash / Good Morning Little Schollgirl erreichte Platz 89 in den Billboard Hot 100 Single-Charts.
Im Jahr 2010 erschien ein vollständiger Konzertmitschnitt des Liveauftritts im Fillmore East unter dem Titel Live at the Fillmore East 10/3/70 auf CD.

## Titelliste
1. Good Morning Little Schoolgirl (John Lee Williamson) – 4:37
2. It's My Own Fault (B. B. King) – 11:54
3. Jumpin’ Jack Flash (Mick Jagger, Keith Richards) – 4:28
4. Great Balls of Fire (Otis Blackwell, Jack Hammer) – 1:35
5. Long Tall Sally (Little Richard, Robert Blackwell, Enotris Johnson) – 0:47
6. Whole Lotta Shakin’ Goin’ On (Dave Williams, Sunny David) – 4:23
7. Mean Town Blues (Johnny Winter) – 9:00
8. Johnny B. Goode (Chuck Berry) – 3:22

## Besetzung
- Johnny Winter: Gitarre, Gesang
- Rick Derringer: Gitarre, Gesang
- Randy Jo Hobbs: Bass
- Bobby Caldwell: Schlagzeug

## Rezeption
Fidel Beserra schrieb auf Blues Rock Review: „Das 1971 erschienene Album Live Johnny Winter And ist die definitive Wiedergabe der Live-Qualitäten des texanischen Gitarristen. Obwohl die Platte nach Winters vorheriger rockorientierter Veröffentlichung benannt ist, konzentriert sie sich sowohl auf Blues- als auch auf Rockmaterial. Es beginnt mit einer umwerfenden Version von ‚Good Morning Little School Girl‘, gefolgt von einer ausgedehnten, feurigen Version von ‚It’s My Own Fault‘. Dann entfesselt Winter seine wohl beste Version des Rolling-Stones-Klassikers ‚Jumpin’ Jack Flash‘, bevor er in den dynamischen Koloss seines ‚Rock and Roll Medley‘ eintaucht. Die definitive Version von ‚Mean Town Blues‘ und die mitreißende Version von ‚Johnny B. Goode‘ bilden den Abschluss dieser großartigen Übung.“
Thom Jurek meinte zum Album bei Allmusic: „Für einige bleibt Johnny Winters Debütalbum für Columbia wegen seiner nahtlosen Verschmelzung von Blues und Hardrock sein Höhepunkt. Für die meisten anderen war es seine spätere Gruppe, bei der Rick Derringer und Murray Krugman als Produzenten fungierten (und Derringer auch Mitglied der Band war), die für die entscheidenden Momente im Bluesrock der 70er Jahre sorgte. BGO vereint das Studioalbum [Johnny Winter And] und Live Johnny Winter And zu einem rauchenden Doppel-CD-Paket, das die wirklichen Unterschiede zwischen dem zeigt, was diese Band im Studio zu tun versuchte - es klingt unbestreitbar veraltet mit all den Phasendrehern und der primitiven Gitarrenpedal- und Keyboardarbeit - und der brandgefährlichen Bühnenattacke, zu der diese Band fähig war.“